# Frank W. Junge
Frank Wolfgang Junge (* 3. November 1962 in Leipzig) ist ein deutscher Geochemiker und Mineraloge.

## Leben und Wirken
Junge studierte ab 1981 Geochemie/Mineralogie an der Bergakademie Freiberg mit Diplomabschluss 1986 und Promotion 1992 (Thema: „Isotopen- und elementgeochemische Studien an mit Zinnlagerstätten assoziierten Kataklasit-Subvulkanit-Komplexen des Osterzgebirges“). 1997 habilitierte er sich an der Chemisch-Geowissenschaftlichen Fakultät der Friedrich-Schiller-Universität Jena zum Thema „Die Bändertone Mitteldeutschlands und angrenzender Gebiete – Ein Beitrag zur quartären Stausee-Entwicklung im Randbereich des elsterglazialen skandinavischen Inlandeises“.
Seine wissenschaftliche Forschungs- und Lehrtätigkeit u. a. am Institut für Geophysik und Geologie der Universität Leipzig (1997–2001) und der Sächsischen Akademie der Wissenschaften zu Leipzig (2001–2010) umfasste insbesondere Arbeiten zur Gewässer- und Bodengüte im Elbe-Einzugsgebiet, Paläoklimatologie und Quartärgeologie, umweltgeologische Fragen sowie die Eiszeitforschung und Landschafts- und Klimaentwicklung einschließlich Regionalgeologie Mitteldeutschlands. Seit 2010 ist er als Privatdozent und freier Berater tätig.
Junge trug durch populärwissenschaftliche Vorträge, öffentliche Exkursionen und rege Publikationstätigkeit zur Verbreitung geologischer und naturkundlicher Kenntnisse bei. Sein größtes Buchprojekt in diesem Rahmen (zusammen mit Lothar Eißmann) ist eine Trilogie über die Genesis des mitteldeutschen Seenlands. Darin wird ein durch zeitgenössische Fotos, Dokumente und graphische Darstellungen allgemeinverständlicher Überblick über die geologische und umwelthistorische Entwicklung der Region und insbesondere die Folgen der Eingriffe wirtschaftlicher Tätigkeit für Fauna und Flora und die anschließende Renaturierung ermöglicht.
Seine Vielseitigkeit zeigte sich aber auch in heimatverbundenen Bilddokumentationen über die Insel Hiddensee oder seinem Wirken als Ideengeber und geologischer Fachberater eines internationalen Schülerkompositions-Projektes („geo-sounds“) zusammen mit dem Mendelssohn Kammerorchester Leipzig zur „Vertonung“ von 50 Millionen Jahre Kohle-Entstehung. Gegenwärtig beteiligt sich Junge im Förderverein Rittergut Trebsen e.V. am Aufbau einer Sammlung von Mineralien und Natursteinen („Edle Steine in Sachsen – Schätze im Porphyr“). Sein neuestes, 2023 erschienenes Buchprojekt widmet sich der Geologie der Stadt Taucha, der Geschichte ihrer Steinbrüche (Leipziger Ratssteinbruch, Döbitzer Steinbruch) und dem Leben der ehemaligen Tauchaer Steinarbeiter.
Von 2011 bis 2019 war er Mitglied im Stadtrat Taucha. 2023 erhielt er für seine herausragenden Bemühungen zur Vermittlung geologischen Wissens die Serge-von-Bubnoff-Medaille der Deutschen Geologischen Gesellschaft – Geologischen Vereinigung (DGGV),

## Schriften
- F. W. Junge: Steinreiches Taucha – Parthestadt im einstigen Vulkangebiet. Mit der Geschichte des Leipziger Ratssteinbruches auf Tauchaer Flur. 1. Auflage. Sax-Verlag, Beucha-Markkleeberg 2023, ISBN 978-3-86729-274-0.
- L. Eißmann, F. W. Junge: Das mitteldeutsche Seenland – der Westen. Vom Wandel einer Landschaft. 1. Auflage. Sax-Verlag, Beucha-Markkleeberg 2019, ISBN 978-3-86729-184-2.
- L. Eißmann, F. W. Junge: Das mitteldeutsche Seenland – der Norden. Vom Wandel einer Landschaft. 1. Auflage. Sax-Verlag, Beucha-Markkleeberg 2015, ISBN 978-3-86729-140-8.
- F. W. Junge: Der letzte Schliff – eiszeitliche Prozesse und Ablagerungen im Südraum von Leipzig. In: Jochen Rascher, Gerda Standke (Hrsg.): Vom Braunkohlentagebau zur Tourismusregion : das „Leipziger Neuseenland“ – eine Landschaft im Wandel. Hannover 2014, ISBN 978-3-86944-132-0, S. 47–53.
- L. Eißmann, F. W. Junge: Das mitteldeutsche Seenland – der Süden. Vom Wandel einer Landschaft. 1. Auflage. Sax-Verlag, Beucha-Markkleeberg 2013, ISBN 978-3-86729-100-2.
- F. W. Junge, L. Eißmann: Beuchaer Granitporphyr – Aus der Erdgeschichte. In: L. Eißmann, R. Habel, F. W. Junge, E. Klöthe, K. Löhr. J. Müller: Beucha. Dorf der Steine. 1. Auflage. Sax-Verlag, Beucha-Markkleeberg 2012, ISBN 978-3-86729-115-6, S. 6–13.
- F. W. Junge, Chr. Junge, G. Junge: Hiddensee im Wandel eines halben Jahrhunderts. Eine kommentierte Fotodokumentation. Selbstverlag, Druckerei zu Altenburg, 2008, ISBN 978-3-00-024071-3.
- H.-M. Nitzsche, F. W. Junge, W. Czegka, C. Hanisch, L. Zerling: Zum Freisetzungspotential von Methan aus Standgewässern Mitteldeutschlands. In: Isotope Environm. Health Stud. Band 45, Nr. 2, 2009, S. 1–16
- C. Hanisch, L. Zerling, F. W. Junge, W. Czegka: Verlagerung, Verdünnung und Austrag von schwermetallbelasteten Flusssedimenten im Einzugsgebiet der Saale. Ein Beitrag zur Abwägung von Gefährdungspotenzial und Selbstreinigungsvermögen unserer Fließgewässer. (= Abhandlungen der Sächsische Akademie der Wissenschaften, Mathematisch-naturwissenschaftliche Klasse. Band 64. Heft 1). 2005.
- F. W. Junge, L. Eißmann: Südafrika – Mitteleuropa: Analoge Zeugenschaft zweier großer Eiszeitalter unserer Erde. In: Mauritiana. Band 18, Altenburg, Nr. 3 2003, S. 341–386.
- F. W. Junge: Die Bändertone Mitteldeutschlands und angrenzender Gebiete – Ein regionaler Beitrag zur quartären Stausee-Entwicklung im Randbereich des elsterglazialen skandinavischen Inlandeises. (= Altenbg. nat. wiss. Forsch. 9). Mauritianum Altenburg, 1998, DNB 956041442.
- F. W. Junge: Isotopen- und elementgeochemische Studien an mit Zinnlagerstätten assozlierten Kataklasit-Subvulkanit-Komplexen des Osterzgebirges. unveröff. Dissertation A, Bergakademie Freiberg, (Juli 1992)
- F. W. Junge: Die Bändertone Mitteldeutschlands und angrenzender Gebiete – Ein Beitrag zur quartären Stausee-Entwicklung im Randbereich des elsterglazialen skandinavischen Inlandeises. unveröff. Habilitation, Chemisch-Geowissenschaftliche Fakultät, Friedrich-Schiller-Universität Jena, (eingereicht im Mai 1997; abgeschlossen im Januar 1998)